# Microweisea hageni
Microweisea hageni – gatunek chrząszcza z rodziny biedronkowatych i podrodziny Microweiseinae. Występuje endemicznie na południowym zachodzie Stanów Zjednoczonych.

## Taksonomia
Gatunek ten opisany został po raz pierwszy w 1985 roku przez Roberta Gordona na łamach „Journal of the New York Entomological Society” pod nazwą Gnathoweisea hageni. Jako miejsce typowe wskazano Bullards Bar w hrabstwie Yuba w stanie Kalifornia. Epitet gatunkowy nadano na cześć Kennetha Hagena, specjalisty od systematyki biedronek, który odłowił materiał typowy. W 2012 roku rodzaj Gnathoweisea zsynonimizowany został z Microweisea przez Hermesa Escalonę i Adama Ślipińskiego.

## Morfologia
Chrząszcz o podługowato-owalnym, wyraźnie wysklepionym ciele długości od 1,25 do 1,5 mm i szerokości od 0,9 do 1 mm. Wierzch ciała porośnięty jest rozproszonymi, krótkimi włoskami. Głowa jest ciemnobrązowa, lekko błyszcząca, wydłużona, przed nasadami czułków ryjkowato wyciągnięta. Punkty na głowie są drobne i oddalone na odległość od dwóch do trzech swoich średnic. Czułki zbudowane są z dziesięciu członów, z których trzy ostatnie formują buławkę. Ostatni człon głaszczków szczękowych jest wąsko-stożkowaty. Warga dolna ma zredukowany do żeberka podbródek, długą i wąską bródkę, szerszy od niej przedbródek, szeroko zaokrąglony języczek oraz wąsko odseparowane głaszczki wargowe. Przedplecze jest poprzeczne, błyszczące, ciemnobrązowe, pokryte wyraźnymi punktami oddalonymi na odległość od jednej do trzech swoich średnic. Kąty przednio-boczne przedplecza mają ukośne linie. Kształt tarczki jest trójkątny. Pokrywy są błyszczące, brązowe, pokryte grubymi punktami oddalonymi na od dwóch do czterech swoich średnic.. Skrzydła tylnej pary są normalnie wykształcone. Odnóża są brązowe, zakończone trójczłonowymi stopami o niezmodyfikowanych pazurkach. Przedpiersie wypuszcza ku przodowi zasłaniający narządy gębowe płat. Przednia krawędź śródpiersia jest płaska. Boki zapiersia i spód odwłoka są skórzaste. Odwłok ma sześć widocznych na spodzie sternitów (wentrytów). Samiec ma silnie niesymetryczne paramery, długi i przekręcony płat środkowy fallobazy oraz prącie o wyraźnie wyodrębnionej kapsule nasadowej. Samica ma spermatekę w kształcie bulwy z wydłużonym szczytem oraz zaopatrzoną w długie, rurkowate infundibulum torebkę kopulacyjną.

## Rozprzestrzenienie
Owad nearktyczny, endemiczny dla południowego zachodu Stanów Zjednoczonych, znany tylko z miejsca typowego w Kalifornii.